# Postbus X
Postbus X was een Vlaamse jeugdreeks, een spin-off van Merlina, die van 1989 tot 1994 te zien was op de BRT en BRTN. Auteur was Dick Durver en de regie was in handen van Gie Lavigne. De opnamen voor de serie vonden grotendeels plaats in en om Hasselt. De drukkerijen van de Ravenburgse Post zijn in werkelijkheid die van de uitgeversgroep Concentra, waar onder meer Het Belang van Limburg wordt gedrukt. Het postkantoor waar de gekende "Postbus X" zich bevond is het voormalige postkantoor van Dilbeek.
Postbus X kreeg in 1994 op zijn beurt een spin-off: Interflix.
De eerste twee seizoenen verschenen in 2011 op dvd, gebundeld als 'reeks 1'.

## Verhaal
Alles speelt zich af in Ravenburg, op de redactie van De Ravenburgse Post, eigendom van de excentrieke Jonathan Hiks, later opgevolgd door zijn dochter Ilse Hiks. De Ravenburgse Post is in feite een dekmantel voor de organisatie Postbus X. Mensen met problemen kunnen een brief schrijven naar Postbus X (eigenlijk 10) in Ravenburg en worden dan eventueel geholpen. Het team bestaat uit Jonathan Hiks, Ilse Hiks, Bodo van het Melkhuisje (en later Waldo), Pol en Jessie. De vergaderingen vinden steevast plaats in Het Melkhuisje, dat met een verborgen lift verbonden is met het bureau van Hiks. De rest van de redactie mag van niets weten, wat soms al eens moeilijkheden durft opleveren, zeker wat betreft de klunzige en luie werker Felix 'Vergulde Veder' Haantjes, die echter in de gunst staat van hoofdredactrice Adèle Pluym.

## Personages en cast
- Pol Tack (Paul Ricour): ex-matroos (De Opkopers), ex-detective van het detectivebureau Merlina en nu reporter
- Jessie Kumps (Veerle Eyckermans): fotografe en vaste werkpartner van Pol
- Felix Haantjes (Ludo Hellinx): reporter, lieveling van juffrouw Pluym en laureaat van de eerste 'Vergulde Veder' van De Ravenburgse Post
- Adèle Pluym (Loes Van den Heuvel): hoofdredactrice, echter geheel onderdanig aan Jonathan en Ilse Hiks
- Jonathan Hiks (1988-1989) (Jaak Vissenaken): eigenaar van De Ravenburgse Post en oprichter van Postbus X. In vermomming bekend als "De Witte Wreker"
- Ilse Hiks (Lulu Aertgeerts): dochter van Hiks. Neemt de leiding van de krant én PBX over als haar vader op avontuur gaat naar Zuid-Amerika. In vermomming bekend als "De Zwarte Weduwe"
- Bodo (1988-1990) (Luc Van Lierde): uitbater van Het Melkhuisje en krachtpatser voor PBX
- Waldo (Rudi Delhem): volgt Bodo op als uitbater van het Melkhuisje en als krachtpatser voor PBX
- Willem De Pachter (Raymond Jaminé): vast redactielid van De Ravenburgse Post, meestal de enige die werkt...
- Archibald (Jaak Van Hombeek): archivaris van de krant, weet perfect wat er allemaal in de krant verschenen is en vergist zich nooit, buiten dan die ene keer...
- Commissaris Stapel (Jan Moonen): reeds van bij Merlina politiecommissaris van Ravenburg
- Commissaris Van Pas (Harry De Peuter): volgt Stapel op
- Gaston (Gust Lancier): verantwoordelijke van de drukkerij
- Handige Harry (Werner Van Den Bussche): kleine crimineel waar PBX al eens mee in aanraking komt
- Nepomucenos (Alex Van Haecke): booswicht
- Stafke (Karel Deruwe): onhandig hulpje van Nepomucenos
- Lowie (Louis Vervoort): alias "de dwerg", een crimineel waar PBX mee in aanraking komt

## Cameo'sen gastrollen
- Willy Sommers
- Chris Van den Durpel
- Johan Verstreken
- Martin De Jonghe
- Marijn Devalck
- Bart De Pauw
- Koen Crucke
- Miguel Wiels
- Mathias Sercu
- Raymond Ceulemans
- Bob Stijnen
- Martine Jonckheere
- Kurt Defrancq
- Paul Van Himst
- Petra De Steur
- Carry Goossens
- Yvonne Verbeeck
- Jan Bardi
- Andrea Croonenberghs
- Gert Verhulst
- Michel Follet
- Rita Deneve
- Jaak Pijpen
- Heddie Suls

## Afleveringen

### Seizoen 1
1. De Zwarte Weduwe
2. De Witte Wreker
3. De gillende kinderkoets
4. De Neptune Show
5. Het geval Offergelt
6. Gerechtelijke dwaling
7. De wraak van Nepomucenos (1)
8. De DiscoSultan (2)
9. Minitrip met hindernissen
10. De heks van Rostenberghe
11. De scanfaxdeal

### Seizoen 2
1. Het Lottospook (1)
2. De Salomonstruuk (2)
3. Kareltje Raps
4. De Grote Odul
5. De Vergulde Veder
6. Komkommertijd
7. De geheimzinnigge geldgooier (1)
8. De UFO's komen (2)
9. De koning der Alakaluffen
10. De fenomenale Cassidy
11. Teleterreur
12. De bombeer
13. Concerto in Sol Groot

### Seizoen 3
1. De erfgenaam
2. De achterwielracers
3. De Spaghetti-eters
4. De Taxi-sint (1)
5. Castor en Polycarpus (2)
6. Het feestje
7. De gemaskerde wringer
8. De zaak-Avontroot
9. Schattenjacht
10. De bende van Zwarte Zita
11. Liefdesverdriet
12. Smokkeljacht
13. Astronauto
14. Internonderzoek (1)
15. Rotte appels (2)
16. De pyromaan
17. Herrie om Harry (1)
18. De eend-doder (2)
19. Dracula van Ravenburg
20. De reddende engel
21. De snotneusbende
22. Mister 100 miljoen
23. De kwelgeesten van Volapük
24. Dossier Archibald
25. Felix de superkat (1)
26. Felix de superkat (2)
27. De sollicitanten
28. De onzichtbare man
29. Bokrijkdaalders

### Seizoen 4
1. Ongebruikelijk maar Bardi
2. De wolf van half zeven
3. De vloek van Zwarte Maggie
4. De bretellen van Michel (1)
5. Het oor van Follet (2)
6. Voor de lach van een kind
7. Spoken in stock
8. Dilemma voor Andrea
9. De nieuwe Veder
10. De gouden schoen
11. De raddraaier
12. Zwart goud
13. Los Piratas de Nepomucenos

### Seizoen 5
1. Valstrik voor vuilspuiters
2. De maanstokers
3. In de klauwen van de maffia
4. Burenruzie
5. De Iglesiastruuk
6. De stille aanbidster
7. De magische Bodhisattva
8. De zaak Pijpen (1)
9. De zaak Pijpen (2)
10. Het Nepomuceense paard van Troje
11. De telepathische ezel
12. De Helikornuiten
13. De vloek van Ondine
14. De anonieme man
15. Het Legaat
16. Felix en Felix
17. De Knapste Coco
18. De Zetduivels
19. Archnofobie
20. De verloren vondeling
21. Het Berenbal

### Seizoen 6
1. 10 kleine tuinkabouters
2. De rozencavalier
3. Donaat de rijkmaker
4. Straffen Toebak
5. Banana Split
6. Een ring voor Pluym
7. Concerto Pericoloso
8. Fritz' Fratsen
9. Voor de eer van Pluym
10. Maskers Af!
11. De flessendans (1)
12. De flessendans (2)
13. Het afscheid (3)